# جيريمي كامبل
جيريمي كامبل (بالإنجليزية: Jeremy Campbell) هو منافس ألعاب قوى أمريكي، ولد في 19 أغسطس 1987.

## وصلات خارجية
- جيريمي كامبل على موقع الاتحاد الدولي لألعاب القوى (الإنجليزية)
- جيريمي كامبل على موقع Paralympic.org (الإنجليزية)
- جيريمي كامبل على موقع IPC.InfostradaSports.com (مؤرشف) (الإنجليزية)
- جيريمي كامبل على موقع اللجنة الأولمبية والبارالمبية الأمريكية (الإنجليزية)